# Weiz (district)
Het district Weiz (Bezirk Weiz) is een district in de Oostenrijkse deelstaat Stiermarken. 
Het district heeft 92.373 inwoners (1-1-2023) en bestaat sinds 2015 uit 31 gemeenten, waarvan twee steden en negen marktgemeenten. Tot 2015 telde het district nog 54 gemeenten.

## Gemeenten
- Albersdorf-Prebuch
- Anger
- Birkfeld
- Fischbach
- Fladnitz an der Teichalm
- Floing
- Gasen
- Gersdorf an der Feistritz
- Gleisdorf
- Gutenberg
- Hofstätten an der Raab
- Ilztal
- Ludersdorf-Wilfersdorf
- Markt Hartmannsdorf
- Miesenbach bei Birkfeld
- Mitterdorf an der Raab
- Mortantsch
- Naas
- Passail
- Pischelsdorf am Kulm
- Puch bei Weiz
- Ratten
- Rettenegg
- Sankt Kathrein am Hauenstein
- Sankt Kathrein am Offenegg
- Sankt Margarethen an der Raab
- Sankt Ruprecht an der Raab
- Sinabelkirchen
- Strallegg
- Thannhausen
- Weiz